# Приморское течение
Приморское течение (Лиманское течение, также течение Шренка) — холодное морское течение Японского моря.

## Гидрография

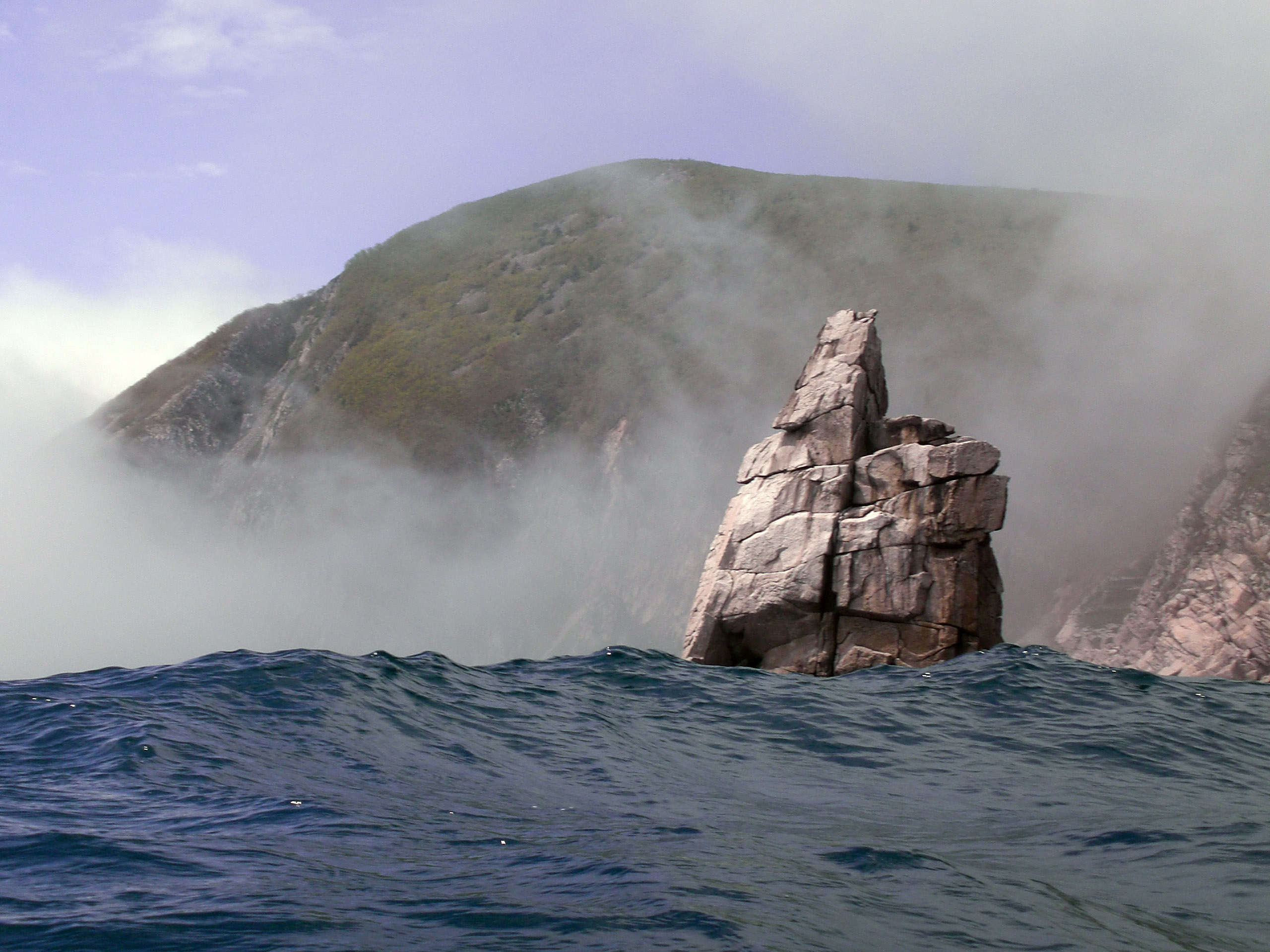
Температурная инверсия, вызванная Приморским течением. На вершинах прибрежных сопок теплее, чем на побережье.

Приморское течение начинается в Татарском проливе и имеет направление с севера на юг вдоль восточного побережья Хабаровского и Приморского краёв. Воды течения холодные, плотные, тяжёлые, в Татарском проливе сильно опреснены водами реки Амур, поэтому на выходе из пролива классифицируются как солоноватые (от 5 до 15 ‰) (для сравнения, вода тёплого течения Соя классифицируется как солёная и имеет солёность 33,8—34,5 ‰). Скорость Приморского течения — около 1 км/ч, местами 2—2,5 км/ч. Ширина течения составляет примерно 100 км, толщина переносимого им слоя — 50 м. У мыса Поворотного течение разветвляется, более сильная часть идёт в открытое море, а другая ветка, сливающееся с Северо-Корейским течением, направляется к берегам Кореи.

## Значение
Приморское и Цусимское течения создают основную циркуляцию вод Японского моря, направленную против часовой стрелки. Приморское течение оказывает значительное влияние на климат побережья Хабаровского и большей части Приморского края: лето заметно прохладнее, а зима, наоборот, теплее, чем в континентальных районах. Кроме того, Приморское течение вызывает сильные летние туманы на побережье и в проливе.